# アーサー・オハラウッド
アーサー・オハラウッド（Arthur O'Hara Wood, 1890年 - 1918年10月6日）は、オーストラリア・メルボルン出身の男子テニス選手。1914年の全豪選手権男子シングルス優勝者になったが、第1次世界大戦終戦直前の1918年10月にフランスで戦死した人である。弟のパット・オハラウッド（1891年 - 1961年）も1920年・1923年の全豪選手権男子シングルスで優勝した。

## 来歴
アーサーとパットのオハラウッド兄弟は、オーストラリアのメルボルンで法律家の家庭に生まれた。母方の祖父は著名な判事のサー・エドワード・ダンダス・ホルロイド（1828年 - 1916年）である。 法廷弁護士であった父親のジョン・ジェームズ・オハラウッドが、（オーストラリアにテニスが伝えられた）ごく早い時期から熱心なテニス愛好家になり、アーサーとパットの兄弟が10歳ぐらいの頃にこのスポーツを紹介したという。兄のアーサーは外科医になり、故郷のメルボルンで開催された1911年と1914年の全豪選手権に出場した。全豪選手権の開催都市は、長い間回り持ちで行われたが、最初期の開催都市はメルボルンのほかに、ブリスベン・シドニー・アデレードなどがあった。西オーストラリア州の州都パースやニュージーランドなど、遠い地で開かれたこともある。そのため、自分の故郷の近くで開かれた大会にしか出場できなかった選手も多くいた。
21歳で初出場した1911年全豪選手権では、アーサーはシングルス準決勝でホーレス・ライスに 5-7, 3-6, 2-6, 1-6 で敗れた。3年後の1914年、アーサー・オハラウッドは男子シングルス・男子ダブルスの2部門で決勝進出を果たし、シングルス決勝でジェラルド・パターソンを 6-4, 6-3, 5-7, 6-1 で破って優勝した。ダブルスでは第1回男子シングルス優勝者のロドニー・ヒースとペアを組んだが、決勝でパターソンとアシュレー・キャンベルの組に 5-7, 6-3, 3-6, 3-6 で敗れ、単複2冠獲得を逃した。
第1次世界大戦が始まると、アーサーとパットのオハラウッド兄弟は2人ともオーストラリア軍に入隊した。アーサーはイギリス空軍の兵士になったが、世界大戦終結の1ヶ月前にフランスのサン＝カンタンで敵軍の銃撃に倒れた。28歳没。
アーサーが戦死した後、弟のパット・オハラウッドが終戦後のオーストラリア・テニス界で活躍を始め、全豪選手権の男子シングルスで2勝、男子ダブルスで4勝を獲得した。こうしてアーサーとパットの「オハラウッド兄弟」は、2人揃って全豪選手権の男子シングルスを制した唯一の「兄弟テニス選手」になった。